# Nationale weg 42 (Japan)
Autoweg 42 (国道42号, Kokudō yonjūni-gō) is een Japanse nationale autoweg die Nishi-ku in Hamamatsu (prefectuur Shizuoka ) verbindt met de stad  Wakayama (prefectuur  Wakayama ). De autoweg werd in gebruik genomen in 1945.

## Overzicht
- Lengte: 469,7 km
- Beginpunt: Nishi-ku in Hamamatsu (Autoweg 42 start aan het knooppunt van Autoweg 1 met Autoweg 257)
- Eindpunt:  Wakayama (Autoweg 42 eindigt aan het knooppunt van Autoweg 24 met Autoweg 26 )

## Overlappende delen met andere autowegen
- Van Nishi-ku (Hamamatsu) tot het District Hamana (prefectuur Shizuoka) : Autoweg 1
- Van Tahara (prefectuur Aichi) tot Toba (prefectuur Mie) : Autoweg 259
- Van Ise (prefectuur Mie) tot Matsusaka (prefectuur Mie) : Autoweg 23
- In Kumano : Autoweg 311
- Van Tanabe (prefectuur Wakayama) tot Minabe (district Hidaka) : Autoweg 424

## Gemeenten waar de autoweg passeert
- Prefectuur Shizuoka
  - Nishi-ku (Hamamatsu) – Arai (district Hamana) – Kosai
- Prefectuur Aichi
  - Toyohashi - Tahara
- Prefectuur Mie
  - Toba - Ise – Meiwa (district Taki) - Matsusaka - Taki (district Taki) - Odai (district Taki) - Taiki (district Taki) – Kihoku (district Kitamuro) - Owase - Kumano - Mihama (district Minamimuro) - Kiho (district Minamimuro)
- Prefectuur Wakayama
  -  Shingū - Nachikatsuura (district Higashimuro) - Taiji (district Higashimuro) - Nachikatsuura (district Higashimuro) - Kushimoto (district Higashimuro) - Susami (district Nishimuro) -  Shirahama (district Nishimuro) - Kamitonda (district Nishimuro) – Tanabe - Minabe (District Hidaka) - Inami (District Hidaka) -  Gobo -Hidaka (District Hidaka) - Yura (District Hidaka) – Hirogawa (District Arida) - Yuasa (District Arida) - Aridagawa (District Arida) - Arida – Kainan -  Wakayama

## Aansluitingen
- prefectuur Shizuoka
  - Autoweg 257 (Nishi-ku (Hamamatsu)
  - Autoweg 1 (Nishi-ku (Hamamatsu) - District Hamana)
  - Autoweg 301 (District Hamana)
- prefectuur Aichi
  - Autoweg 259 (Tahara - Toba)
- prefectuur Mie
  - Autoweg 167 (Toba - Ise)
  - Autoweg 23 (Ise - Matsusaka)
  - Autoweg 166 (Matsusaka)
  - Autoweg 368、Ise-autosnelweg (Taki )
  - Autoweg 260・Autoweg 422 Kihoku (district Kitamuro)
  - Autoweg 311・Autoweg 425 (Owase)
  - Autoweg 309・Autoweg 311 (Kumano)
- prefectuur Wakayama
  - Autoweg 168 (Shingū)
  - Autoweg 371 (Kushimoto)
  - Autoweg 311 (Kamitonda)
  - Autoweg 424 (Tanabe - Minabe)
  - Autoweg 425 (Gobo)
  - Yuasa-Gobo-autoweg (Hirogawa)
  - Yuasa-Gobo-autoweg (Aridagawa)
  - Autoweg 480 (Arida)
  - Autoweg 370、Hanwa-autosnelweg (Kainan)
  - Autoweg 24・Autoweg 26 (Wakayama)